# Kilpi
Kilpi är öar i Finland. De ligger i Skärgårdshavet och i kommunen Nådendal i landskapet Egentliga Finland, i den sydvästra delen av landet. Öarna ligger omkring 20 kilometer väster om Åbo och omkring 170 kilometer väster om Helsingfors.
Arean för den av öarna koordinaterna pekar på är 8,1 hektar och dess största längd är 440 meter i nord-sydlig riktning. Runt Kilpi är det ganska tätbefolkat, med 56 invånare per kvadratkilometer. Närmaste större samhälle är Åbo, 19,7 km öster om Kilpi.